# STS-133
STS-133 (englisch Space Transportation System) ist eine Mission für das US-amerikanische Space Shuttle Discovery (OV-103) der NASA. Dies war der 133. und drittletzte Shuttle-Flug und der 39. und letzte Flug der Discovery.
Bei der Mission STS-133 (ISS-ULF5) wurden der vierte EXPRESS Logistics Carrier (ELC4) sowie Versorgungsgüter mit dem PMM Leonardo zur Internationalen Raumstation gebracht. Das PMM Leonardo verblieb dauerhaft an der ISS. Es wurden zwei Weltraumausstiege durchgeführt. Eine besondere Nutzlast im Inneren von Leonardo war ein von NASA und General Motors gemeinsam entwickelter humanoider Roboter mit der Bezeichnung Robonaut 2, welcher nach Rückkehr des Shuttles zur Erde von den ISS-Besatzungen getestet werden sollte.

## Mannschaft
Die Besatzung sollte ursprünglich nur aus fünf Personen bestehen, um Gewicht zu sparen. Am 18. September 2009 wurden von der NASA dann doch sechs Besatzungsmitglieder bekanntgegeben:
- Steven Lindsey (5. Raumflug), Kommandant
- Eric Boe (2. Raumflug), Pilot
- Steve Bowen (3. Raumflug), Missionsspezialist
- Alvin Drew (2. Raumflug), Missionsspezialist
- Michael Barratt (2. Raumflug), Missionsspezialist
- Nicole Stott (2. Raumflug), Missionsspezialistin

Zum Zeitpunkt der Bekanntgabe befanden sich Stott und Barratt als Mitglieder der ISS-Expedition 20 noch im All.
Ursprünglich gehörte Tim Kopra zur Besatzung, jedoch wurde er am 19. Januar durch Bowen ersetzt, da Kopra sich am 15. Januar bei einem Fahrradunfall verletzt hatte. Bowen ist durch diesen Umstand der einzige NASA-Astronaut, der an zwei aufeinanderfolgenden Flügen teilnahm. Den Rekord für die zeitlich kürzeste Spanne zwischen zwei Missionen hält weiterhin die Crew von STS-83 bzw. STS-94.

## Vorbereitungen

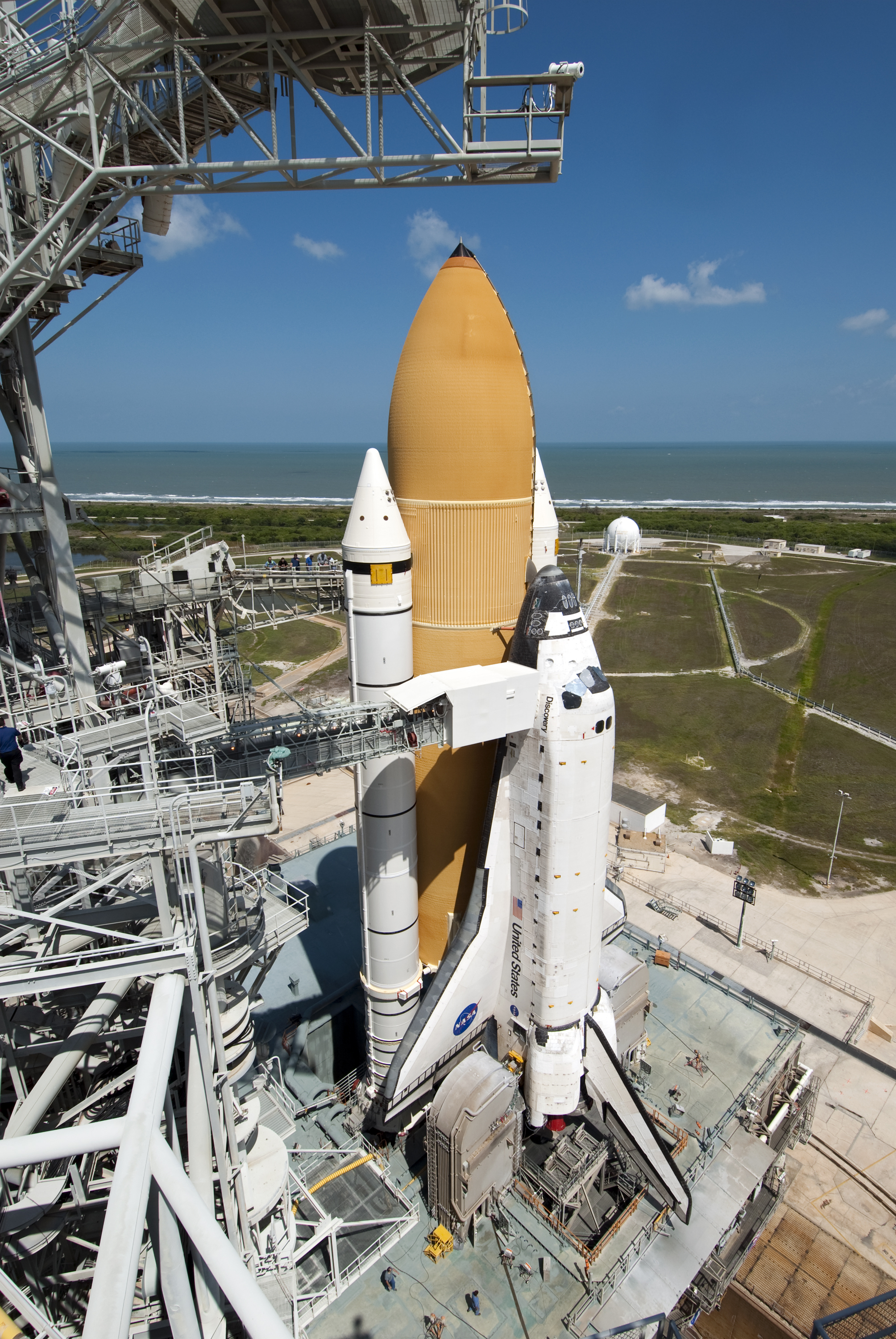
Die Discovery nach der Ankunft am Startkomplex

Nach ihrer vorherigen Mission STS-131 wurde die Discovery zu den üblichen Wartungs- und Ausbesserungsarbeiten in die Orbiter Processing Facility 3 gezogen. Unter anderem wurde dort die Ku-Band-Antenne repariert, die zu Beginn der vorangegangenen Mission ausgefallen war. Auch das rechte OMS-Triebwerkssegment wurde demontiert, um ein defektes Heliumventil austauschen zu können. Der Außentank ET-137 erreichte das Kennedy Space Center am 8. Mai 2010 und wurde zwei Tage später in das Vehicle Assembly Building überführt. Er wurde am 15. Juni zwischen den beiden Feststoffraketen herabgelassen. Der Abschluss der Arbeiten verzögerte sich um einige Tage, da einer der Abtrennbolzen beschädigt war und ausgetauscht werden musste. Am 9. September wurde die Discovery letztmals für Startvorbereitungen zum VAB überführt. Der sogenannte Rollover wurde aus diesem Grund stark verlängert, so dass die Angestellten vor Ort diverse Fotomöglichkeiten hatten. Der Rollover hatte sich aufgrund des Bruches einer 24-Zoll-Hauptwasserleitung um einen Tag verzögert, welcher die eintägige Reduzierung auf nur absolut notwendiges Personal erforderte. Nach der Montage am Außentank verließ die Discovery am 20. September das VAB zu ihrem letzten planmäßigen Rollout Richtung Startanlage 39-A.
Mitte Oktober flog die Besatzung zum Terminal Countdown Demonstration Test zum Startplatz, wo sie sich mit der Raumfähre sowie den Sicherheitsvorrichtungen vertraut machen konnte und eine Countdown-Simulation durchführte. Etwa zur gleichen Zeit berichteten Techniker von einem Hydrazin-Leck im hinteren Teil der Discovery, welches auf ein Verbindungsstück zwischen den beiden Tanks der Raumfähre zurückgeführt wurde. Es wurde auf der Startanlage unter erschwerten Bedingungen ausgewechselt. Am 25. Oktober wurde schließlich nach Abnahme der Flugbereitschaft (Flight Readiness Review) der 1. November als erster Starttermin festgelegt.

### GUCP-Probleme und Außentankschäden
Der erste Starttermin am 1. November wurde um drei Tage verschoben, nachdem eine Reservekontrolleinheit für das Haupttriebwerk 3 eine Spannungsspitze erfuhr und fehlerhafte Werte anzeigte. Durch einfaches Unterbrechen konnte das Problem gelöst werden, dennoch wollte man den Ingenieuren genügend Zeit geben, um das Problem zu verstehen. Der zweite Versuch am 4. November wurde vor Beginn des Betankens des Außentanks aufgrund schlechten Wetters verworfen und eine weitere Verschiebung um 24 Stunden angeordnet.

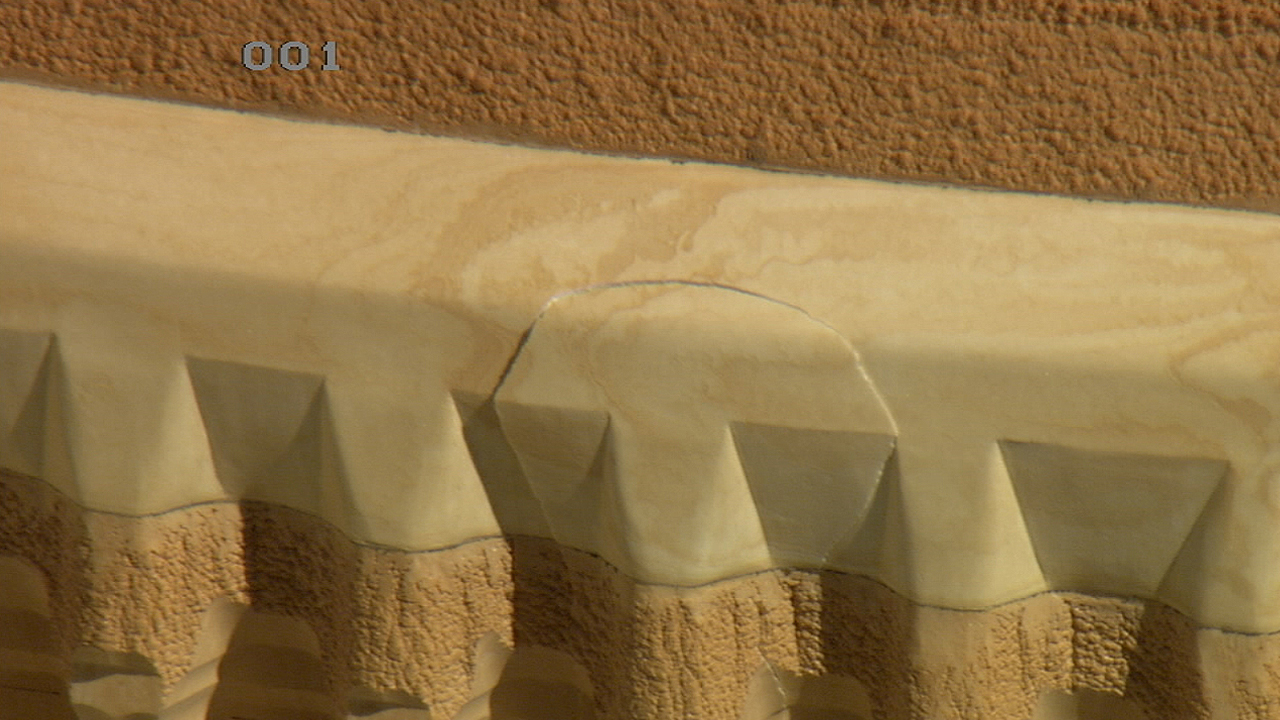
Der Riss im Zwischentankbereich

Mit einer rund 20-minütigen Verspätung signalisierte das Herunterkühlen der Treibstoffleitungen um 11:00 UTC den Beginn des Betankens des Außentanks. Dieser Vorgang endete jedoch vorzeitig, da an einem Ground Umbilical Carrier Plate (GUCP, gesprochen Gup) genannten Interface zwischen dem Wasserstofftank und der Abführleitung für verdampfenden Wasserstoff eine Wasserstoffkonzentration von mehr als 6 % festgestellt wurde. Das verstieß sowohl gegen die Startkriterien als auch gegen die Sicherheitsregeln, woraufhin der Versuch abgebrochen und der Tank geleert wurde. Anschließend entschied man, das restliche Startfenster zugunsten einer detaillierten Analyse des Problems aufzugeben und einen Start abhängig von den Ergebnissen der Untersuchung frühestens am 30. November zu versuchen. Nachdem diese Entscheidung gefällt war, wurde bekannt, dass sich in der Schaumstoff-Außenschicht des Tanks ein Riss gebildet hatte, welcher im Nachhinein einen Start untersagt hätte und ebenfalls repariert werden musste. Bei den Vorbereitungen zur Reparatur des Schaumstoffrisses entdeckte man unterhalb des Schaumstoffes zwei Risse an einer Verstärkungsrippe (Stringer) in der Aluminiumhülle des Zwischentankbereichs, welche durch Aufsetzen eines Verstärkungsstücks behoben werden sollten.

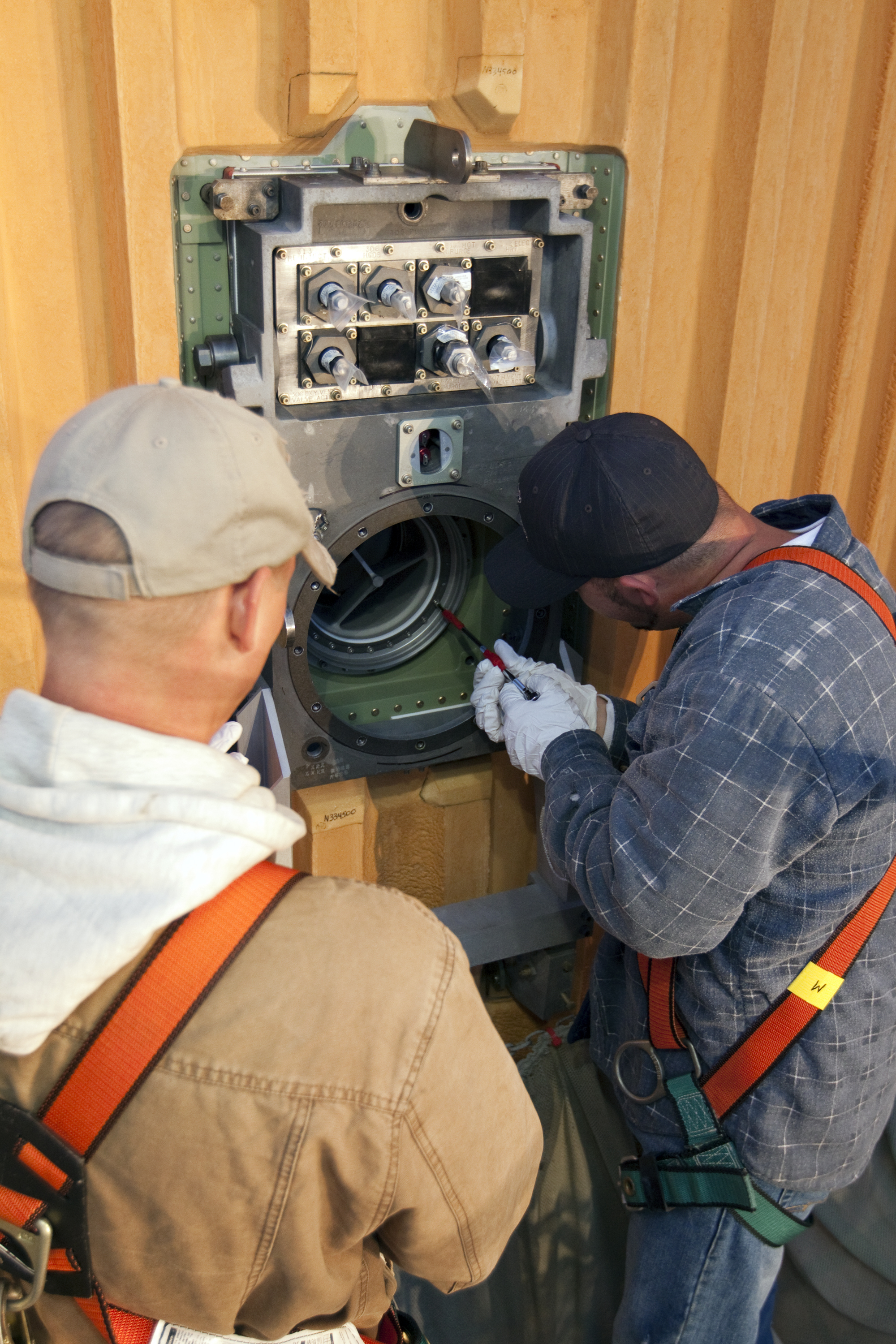
Techniker am GUCP

Während die Reparaturen durchgeführt wurden, begannen Ingenieure sich mit den Problemen auseinanderzusetzen. Das Problem des GUCP-Lecks konnte recht bald auf eine nicht bedachte Fehleinstellung zurückgeführt werden, da der Abnahmearm aufgrund des durchlaufenden Wasserstoffs seine Position leicht ändert. Im vorliegenden Fall war die GUCP jedoch so ungünstig justiert, dass die Bewegung des Arms die Menge des austretenden Wasserstoffs an der Stelle drastisch verstärkte. Da man sich dieses Umstands nun bewusst war, glaubte man das Problem sicher gelöst zu haben. Bezüglich der Risse am Tank fehlte jedoch die Sicherheit, dass der Schaumstoff beim Start nicht abplatzen und die Raumfähre treffen könnte. Trotz diverser Analysen sowie einer Inspektion der betroffenen Sektion mit Röntgenstrahlen entschied man, dass nur ein Test die benötigte Sicherheit bringen könne. So wurde die Discovery am 17. Dezember testweise voll betankt, während diverse Sensoren und Markierungen das Verhalten des Tanks mit den Treibstoffen an Bord dokumentierten. Die Details des Tests in der Hinsicht standen noch zur Analyse aus, jedoch stellte man fest, dass die Reparaturen an der GUCP erfolgreich waren und die Wasserstoffkonzentration im normalen Bereich verblieb.
Um auch die an der Startrampe unzugänglichen Bereiche des Zwischentanks untersuchen zu können, wurde der gesamte Startaufbau am 22. Dezember 2010 wieder in das Vehicle Assembly Building zurückgerollt (Rollback). Zwischen Weihnachten und Neujahr untersuchte man den kompletten Zwischentank mit Röntgenstrahlen und fand vier weitere Risse auf der Rückseite des Tanks, welche bis zum 7. Januar 2011 repariert sein sollten. Man entschied ebenfalls, Verstärkungselemente an den Verbindungsstellen zu den Feststoffraketen anzubringen. Diese Arbeit sollte etwa eine Woche dauern. Da Entscheidungen für weitere Modifikationen jedoch noch ausstanden, entschied man, auch das Startfenster Anfang Februar nicht länger anzuvisieren. Am 14. Januar wurde der 24. Februar als Starttermin angekündigt. In den darauf folgenden Tagen wurden die Arbeiten abgeschlossen und Discovery wurde am 1. Februar zurück zur Startrampe überführt, wo die Startvorbereitungen wieder aufgenommen wurden. Am 18. Februar wurde ein weiteres Flight Readiness Review abgehalten, bei welchem der 24. Februar als erster Termin festgelegt wurde. Die Crew erreichte das Kennedy Space Center zwei Tage später.

## Missionsverlauf

### Start, Rendezvous und Kopplung

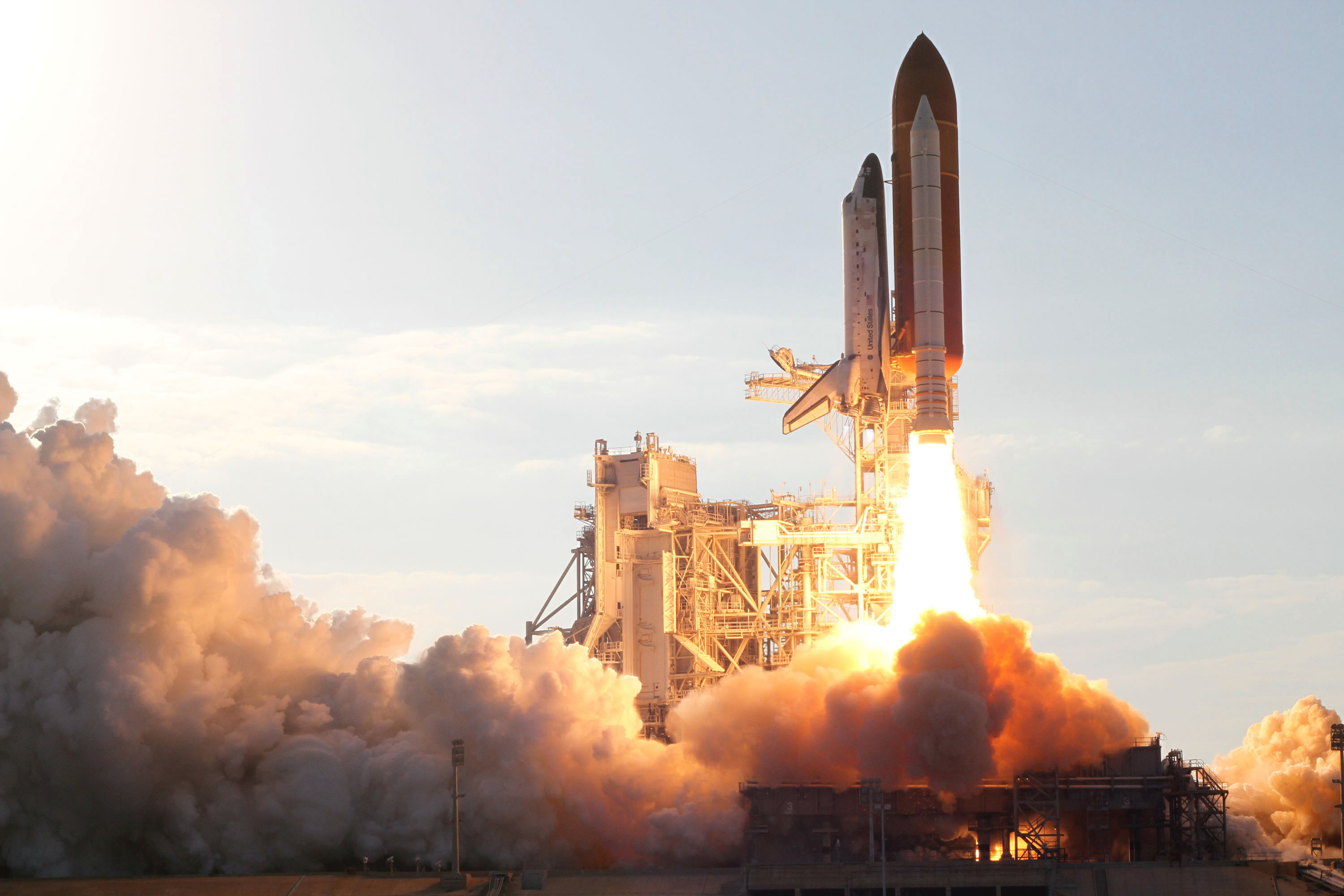
Start der Discovery

Am 21. Februar begann der Countdown zum Start, der für den 24. Februar um 21:50 UTC gesetzt war. Das Wetter bereitete keine Probleme, obschon die Edwards Air Force Base und White Sands als Notlandeplätze in einem Abort-Once-Around-Szenario nicht zur Verfügung standen. Der Countdown verlief bis zur T−9-Minuten-Unterbrechung fehlerfrei. Kurz vor der finalen GO-/NO-GO-Umfrage wurde ein Computerproblem bei einer für die Bodensicherheit verantwortlichen Zentrale des 45th Space Wing bekannt. Im Startkontrollzentrum entschied man daher, den Countdown nach Ablauf der planmäßigen Unterbrechung bis zur T−5-Minuten-Marke weiterlaufen zu lassen und dann nochmals anzuhalten, um mehr Zeit zur Problemlösung zu erhalten. Der Start wurde schließlich freigegeben und der Countdown mit nur zwei verbleibenden Sekunden im Startfenster weitergeführt. Mit einer Verspätung von rund 3 Minuten hob die Discovery um 21:53:24 UTC letztmals ab, sodass nach 2 Minuten die Booster ausbrannten und abgeworfen wurden und nach 8,5 Minuten Flug die Triebwerke abgeschaltet und der Außentank abgeworfen wurde. Auch das weitere Aufstiegsprofil, welches letztlich zum Rendezvous mit der ISS führte, blieb innerhalb der Parameter, sodass keine zusätzliche Triebwerkszündung nötig war. Nach dem Start wurde der Orbiter für die Arbeiten in den nächsten Tagen konfiguriert. Es wurden die Laderaumtüren geöffnet und der Roboterarm aktiviert und getestet, bevor die Besatzung sich zu Bett begab.
Flugtag zwei (25. Februar) diente der üblichen Inspektion des Hitzeschildes an den Flügelvorderkanten und der „Nase“ der Discovery mittels des Orbiter Boom Sensor Systems. Auch wurden an diesem Tag die Raumanzüge, welche während der Außenbordeinsätze getragen werden sollen, entpackt und einige Vorbereitungen auf das Kopplungsmanöver am Folgetag gemacht.
Am dritten Flugtag (26. Februar) kam es zum Rendezvous mit der ISS. Vor der Kopplung machte die Discovery das Rendezvous Pitch Maneuver, sodass die Stationsbesatzung den Zustand des Hitzeschildes in Fotos festhalten konnte. Zum ersten Kontakt (Soft Capture) kam es um 19:14 UTC, jedoch musste man aufgrund der relativen Bewegungen zwischen Station und Shuttle etwa 40 Minuten warten, bis man den Andockring des Shuttles einfahren konnte, um die verbleibende Lücke zu schließen (Hard Dock). Man begann danach die Vorbereitung zum Öffnen der Luken, sodass die Besatzungen sich um 21:16 UTC begrüßen konnten. Mit der Discovery befanden sich erstmals sieben individuelle Raumfahrzeuge (Neben ihr je zwei Sojus- und Progress-Raumschiffe sowie einem Automated Transfer Vehicle und einem H-2 Transfer Vehicle) mit einer Gesamtmasse von etwa 530 Tonnen an der Raumstation. Dies entspricht knapp dem Abfluggewicht eines Airbus A380. Nach der üblichen Sicherheitseinweisung wurde, trotz Überschreitung der normalen Arbeitszeit, noch am selben Tag der ELC-4 aus der Ladebucht an seine endgültigen Position transferiert.

### Arbeiten auf der ISS
Der vierte Flugtag (27. Februar) diente hauptsächlich Frachttransfers zwischen dem Mitteldeck des Shuttles und der Station. Auch wurden erste Interviews mit US-amerikanischen Rundfunkanstalten geführt. Gegen Ende des Tages bereiteten sich Drew und Bowen auf ihren ersten Ausstieg vor und verbrachten die Nacht in der Luftschleuse um in einer als Campout bezeichneten Prozedur die Inertgase in ihren Körpern (hauptsächlich Stickstoff) zu reduzieren und so der Dekompressionskrankheit vorzubeugen.

### Abkoppeln, Wiedereintritt und Landung
Am 7. März dockte die Discovery erfolgreich von der ISS ab und machte einen Rundflug um sie. Am 9. März wurden die Bremstriebwerke um 15:52 UTC für 2 Minuten und 31 Sekunden gezündet, was die Raumfähre um 96,7 m/s (ca. 348 km/h) abbremste und damit den Wiedereintritt einleitete. Die Landung der Discovery erfolgte um 16:57:17 UTC (17:57:17 Uhr MEZ) auf dem Kennedy Space Center. Ursprünglich sollte die Landung schon am 7. März stattfinden, aber man entschied sich, die Mission um zwei Tage zu verlängern, um genug Zeit zu haben, das Logistikmodul an der ISS zu montieren.

## Trivia
Auf den Missionen STS-133 und STS-134 bot die  NASA unter dem Motto Fly Your Face in Space auf einer eigenen Website die Möglichkeit, ein Foto hochzuladen, das dann mit in das Weltall geschossen wurde. Zudem wurde auf einer anderen Website ermöglicht unter dem Motto NASA’s Space Rock die sogenannten Wakeup Songs für die Mission STS-133 zu wählen. Außerdem konnten Nutzer eigene Kompositionen einreichen, die dann als Wakeup Song für die Mission STS-134 verwendet wurden.
Ursprünglich war dieser als der letzte Flug im Shuttle-Programm geplant, weshalb zunächst die Landung auf der Edwards Air Force Base in Kalifornien vorgesehen war. Anschließend sollte das Shuttle eine Abschiedstour quer durch die Vereinigten Staaten bis zurück zum Kennedy Space Center unternehmen.